# 小床狸藻组
小床狸藻组（学名：Utricularia sect. Lecticula）为狸藻属下的一组。1913年，约翰·亨德利·伯恩哈特（John Hendley Barnhart）描述了该组。其下的两个物种都为小型的半水生食虫植物，苞片基部着生且为管状。两者都为北美洲和南美洲的特有种。